# Gerardo Miranda
Gerardo Miranda Concepción (Nouakchott, 16 de novembro de 1956), conhecido apenas como Gerardo, é um ex-futebolista hispano-mauritano que atuou como lateral-direito.

## Carreira
Em sua carreira de 14 anos como profissional, Gerardo jogou em apenas 2 clubes, o Las Palmas e o Barcelona. Pelo clube das Canárias, disputou 172 jogos e marcou 11 gols em 2 passagens, conquistando o vice-campeonato da Copa del Rey de 1977–78. Foi como jogador do Barcelona que o lateral-direito conquistou seus títulos como profissional, tendo vencido 2 edições de La Liga, 2 Copas del Rey, uma Recopa Europeia, uma Supercopa da Espanha e 2 Copas da Liga. Aposentou-se dos gramados com o rebaixamento do Las Palmas para a Segunda Divisão Espanhola, em 1990.

## Carreira internacional
Filho de espanhóis, Gerardo optou em defender a seleção Sub-21 em 1979, tendo atuado em 2 partidas.
Pela equipe principal da Fúria, estreou num amistoso contra Portugal, em junho de 1981, tornando-se o terceiro jogador africano a vestir a camisa da seleção espanhola. Não convocado para a Copa de 1982 nem para a Eurocopa de 1984., faria seu último jogo em setembro de 1985, contra a Islândia

## Títulos
Barcelona
- Recopa Europeia: 1981–82
- Copa del Rey: 1982–83, 1987–88
- La Liga: 1984–85
- Supercopa da Espanha: 1983
- Copa da Liga Espanhola: 1983, 1986